# Kokaj
Kokaj je selo u planinama Karadak (Skopska Crna Gora), općina Gnjilane na Kosovu. Lokacija Kokaj nalazi se jugoistočno od teritorija Općine Gnjilane, tj. na jugoistočnom rubu teritorije Kosova. Ova selo se nalazi duboko u planinama Karadak, 18 km udaljen Gnjilana (12,2 km zračne linije od centra Gnjlana i 10,20 km iz centra Prešsheva i 17 km od Bujanovaca). Selo je tipa brdsko-planinska, koji se nalazi u padinama Karadak na 42 ° 23 '26 " sjevernom geografske širine i 21 ° 34 '46" istočne geografske dužine. Lokacija Kokaj čine tri mahale: Donja mahala,  Gornje mahale i među njima Gurina. 